# Свети Антоний (Солун)
Вижте пояснителната страница за други значения на Свети Антоний.
„Свети Антоний Велики“ (на гръцки: Άγιος Αντώνιος) е възрожденска църква в македонския град Солун, в Солунската епархия на Вселенската патриаршия, под управлението на Църквата на Гърция. Църквата е параклис на манастира „Света Теодора“.
Църквата е разположена в източната част на Стария града, в центъра на старата Гръцка махала, на кръстовището на улиците „Маргаритис Димицас“ и „Филики Етерия“, близо до площад „Иподромос“ и храма „Св. св. Константин и Елена“. Храмът е изграден през втората половина на XIX век на мястото на по-малка църква и в архитектурно отношение е двукорабна базилика с незапазен трем, украсена с керамопластика. Иконите „Свети Анастасий Перски“ (1834), подписана „χειρ Ιωα(ννη) Α[ν]αστ(ασίου) του (εκ Λ)υτοχορου“ и „Света Пулхерия“ са дело на Йоанис Анастасиу от Литохоро.